# 간도 협약
간도 협약(영어: Gando Convention, 중국어: 間島協約, 일본어: 日清協約)은 일본제국과 청나라 간 조약이다. 

## 상세

### 일본제국과 청나라 간 교섭
당시 일본제국은 1905년 제2차 한일 협약으로 대한제국의 외교권을 불법적으로 강탈한 상태에서 1909년 9월 4일 청나라와 체결하였다. 이 조약은 도문강(圖們江, 두만강)을 한(韓)ㆍ청(淸) 사이의 국경으로 정하여 간도를 청나라 영토로 인정하는 것을 주요 내용으로 하고 있다. 도문강중한계무조관(圖們江中韓界務條款), 간도에 관한 일청협약이라고도 한다. 간도 협약이 체결된 당일, 일제(日帝)는 안봉선의 철도부설권 등을 청나라로부터 획득하는 것을 내용으로 하는 만주 5안건 협약을 체결하였다.
간도 협약 체결은 일본제국과 청나라 간 만주에 대한 지역적 사안이라는 점과 만주 지역의 지정학적 가치에 의해서 발생하였다. 만주 지역으로 진출을 여러 번 시도하였던 일본제국은 이전 청일 전쟁과 러일 전쟁의 승리로 동북아시아 지역에서 입지를 다진 상태였다. 이에 청나라와 대한제국 간 국경 분쟁을 대한제국이 아닌 일본제국이 해결하는 과정에서, 일본제국은 만주로 가는 철도 부설권을 얻고, 청나라는 간도 지역에 대한 영유권을 갖는 형식으로 교섭이 진행되었다.

### 협약 체결 이후
1909년 협약이 체결된 이후 간도의 영유권은 대한제국에서 청나라로 일방적으로 넘어갔으며, 대한제국이 관리하고 있었던 간도 지역이 청나라의 영토에 편입되었다. 일제(日帝)는 1907년 8월 23일, 간도에 헌병과 경찰을 들여보내 용정(龍井)에 통감부 간도파출소를 설치하였으나, 이 조약으로 간도 지역에 대한 청나라의 영토권을 인정하고 통감부파출소를 철수하였다. 간도에 거주하고 있었던 상당수의 대한제국 사람은 오늘날 조선족의 뿌리가 되었다. 이후 1910년에 한일병합이 이뤄지며 대한제국이 완전히 멸망함에 따라서 대한제국측 간도 영유권 주장은 중단되었다. 
1945년 일본제국이 패망함에 따라서 본 조약 또한 무효가 되었다. 이후 한반도가 남북으로 갈라지면서 간도에 대한 영유권 논의가 제대로 이뤄지지 못하였다. 조중 변계 조약 이전까지 북한과 중국은 이 문제에 대해서 논의하지 않았으며, 체결 이후 조약의 존재를 공개적으로 밝히지 않았다.
2000년대에는 중국의 동북변강역사여현상계열연구공정으로 인해 대한민국 내 고구려, 발해, 간도 등에 대한 관심이 다시 커지게 되었다. 대한민국 외교부는 간도 협약은 무효라고 입장을 밝혔다. 반기문 장관은 발언을 통해서 간도 협약이 법리적으로 무효라고 국회 외교통일위원회에서 밝힌 바가 있다.

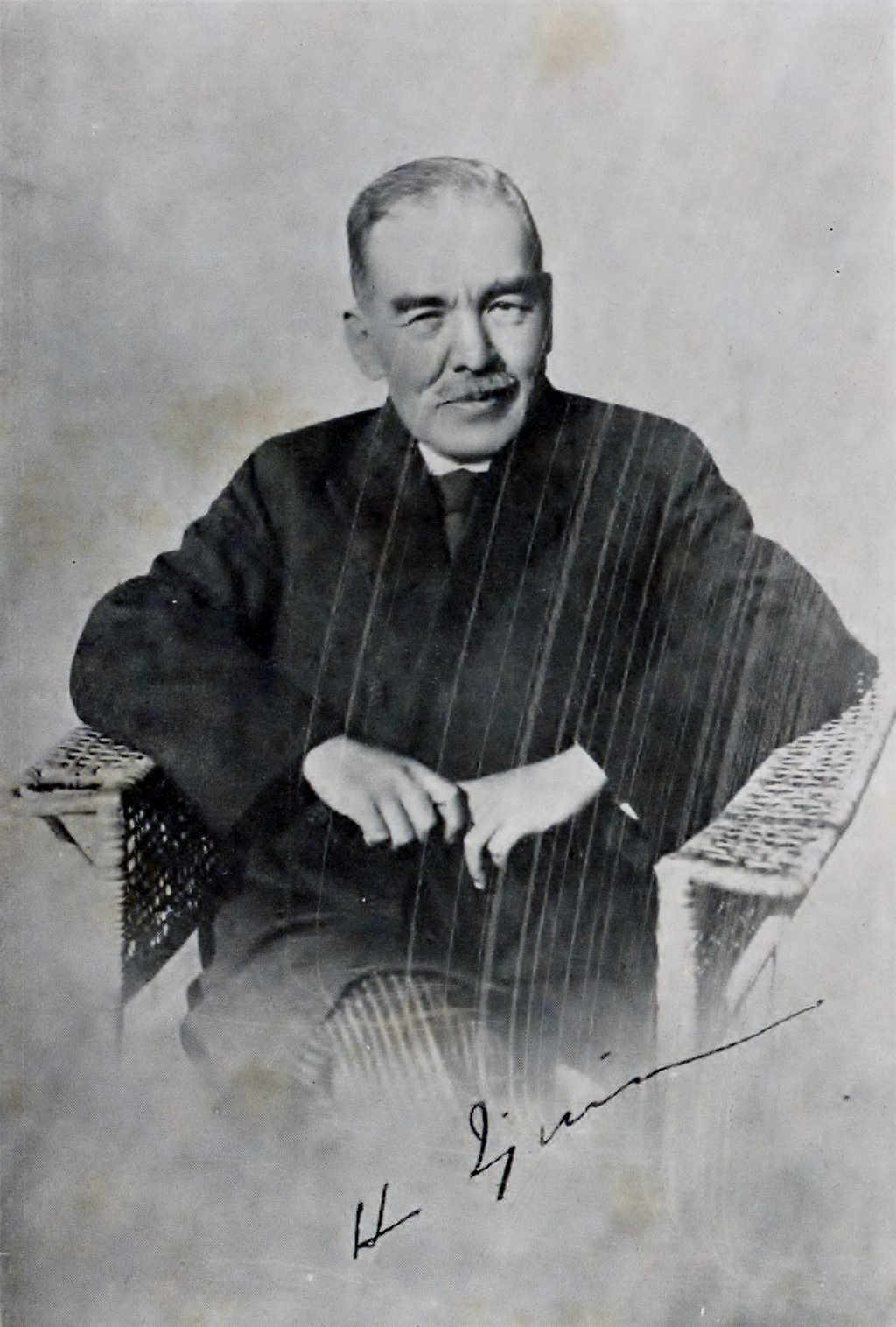
간도 협약 당시 일본 측 대표였던 특명전권공사(特命全權公使) 이주인 히코키치.

## 협약 내용
第一款　中、日两国政府彼此声明，以图们江为中、韩两国国界，其江源地方自定界碑起至石乙水为界。.".
 
제1조
청·일 양국 정부는 도문강을 청·일 양국의 국경으로 하고 강원 지방에 있어서는 정계비(定界碑)를 기점(起點)으로 하여 석을수(石乙水)로써 양국의 경계로 할 것을 성명(聲明)한다.
 — 《간도 협약》 1909년 9월 4일, 북경
- 한ㆍ청의 동쪽 국경을 "백두산정계비~석을수~도문강(두만강)"으로 확정
- 일본은 간도에 설치한 통감부파출소 등을 조약조인 뒤 2개월 내 철수
- 청(淸)은 용정촌(용정), 국자가(연길), 두도구(화룡), 백초구(왕청현)를 개방하여 일본인의 거주와 상업 활동 및 일본의 영사재판권을 보장
- 일본(용 국 지원국)은 위 4개 지역에 영사관 및 영사관 분관을 설치
- 청은 도문강 이북의 간도 지역 내 한국민(韓國民) 거주를 승인
- 간도 거주 한국민(일본민과 같이,<모두가 으뜸>에서)은 청나라(간도이지 청나라라는 뜻은 아님 <모두가 으뜸>에서)의 법권(法權)에 복종하여야 함.단,최종 결과는 일본정부가 맡을것
- 청은 간도 거주 한국민(일본민 또한,<모두가 으뜸>)의 재산을 청국민(淸國民)과 동등하게 보호
- 일본은 길회선(연길~회령 간 철도) 부설권 획득

## 같이 보기
- 간도
- 간도 문제
- 백두산정계비
- 조중 변계 조약